# Georg Pehm
Georg Pehm (* 8. Jänner 1964 in Wien) ist ein ehemaliger österreichischer Politiker (SPÖ). Er war von 2004 bis 2005 Mitglied des österreichischen Bundesrats und von 2005 bis 2010 Abgeordneter zum Burgenländischen Landtag. Von 2004 bis 2010 bekleidete Pehm die Funktion des Landesgeschäftsführers der SPÖ Burgenland, danach Leiter der Stabsstelle Europabüro und Statistik im Amt der Landesregierung. Seit September 2012 ist Georg Pehm Geschäftsführer der Fachhochschule Burgenland.

## Bildung
Georg Pehm besuchte von 1970 bis 1974 die Volksschule Kobersdorf und von 1974 bis 1982 das Bundesgymnasium Mattersburg (Abschluss mit Matura). Von 1984 bis 1992 studierte er Volkswirtschaftslehre, Politikwissenschaft und Sozialrecht an der Universität Wien (Abschluss mag. rer. soc. oec.).

## Politische Karriere
Pehm wurde am 24. Juni 2004 als Mitglied des Österreichischen Bundesrates angelobt und übernahm in der zweiten Hälfte des Jahres 2004 das Amt des Vizepräsidenten der Länderkammer. Vom 1. Jänner 2005 bis 30. Juni 2005 war er in der Folge Präsident des Österreichischen Bundesrates. In dieser Funktion stellte sich Pehm gegen den Kärntner Bundesrat Siegfried Kampl, der sich im April 2005 während einer skandalösen Rede im Österreichischen Bundesrat gegen die Rehabilitierung von Wehrmachtsdeserteuren aussprach. Letztlich wurde – noch unter dem Bundesratsvorsitz von Pehm – die Verfassung geändert und Siegfried Kampl als nachfolgender Bundesratspräsident verhindert.
Pehm, der in der österreichischen Sozialdemokratie dem linken Flügel zugerechnet wird, trat mehrfach gegen Rechtsradikalismus, Gewalt und Rassismus auf, zum Beispiel mahnte er im Rahmen der Gedenksitzung von Nationalrat und Bundesrat am „Tag gegen Gewalt und Rassismus“  an, dass auch jene, die erst nach der Nazi-Diktatur geboren worden seien, die Verantwortung dafür tragen, dass all das nicht vergessen wird.
Bei der Landtagswahl im Burgenland 2005 fungierte Pehm als Kampagnenmanager der Landes-SPÖ und trug wesentlich dazu bei, dass die SPÖ Burgenland nach 1982 wiederum die absolute Mehrheit im Landtag erreichte. Nach der Landtagswahl 2005 wechselte Pehm vom Bundesrat in den Burgenländischen Landtag, wo er am 25. Oktober 2005 angelobt wurde. Er war innerhalb des SPÖ-Landtagsklubs Kunst- und Kultursprecher sowie Budget- und Haushaltssprecher. 
Ende 2006 wurde ein Geheimpapier zwischen der SPÖ und der FPÖ öffentlich, das von Manfred Kölly und Pehm unterzeichnet war. Das Geheimpapier sollte die Zusammenarbeit der SPÖ mit der FPÖ nach den Wahlen regeln, die Wiederwahl von Landeshauptmann Hans Niessl sichern und FPÖ-Politikern lukrative Posten verschaffen und wurde vom damaligen FPÖ-Landesparteisekretär Norbert Hofer verfasst. Die Vereinbarung wurde nie umgesetzt.
Pehm trat bei der Landtagswahl im Burgenland 2010 nicht mehr an und schied in der Folge per 24. Juni 2010 aus dem Landtag aus.

## Publikationen
- als Herausgeber mit Michael Gerbavsits: Zukunft beginnt nach dem Tellerrand. Beiträge zum wirtschaftspolitischen Diskurs im Burgenland. edition lex liszt 12, Oberwart 2009, ISBN 978-3-901757-99-0.
- als Herausgeber: Hans Niessl: Der Aufstieg geht weiter. Im Gespräch mit Georg Pehm und Feri Tschank. Mit einem Vorwort von Heinz Fischer. edition lex liszt 12, Oberwart 2010, ISBN 978-3-9901600-1-5.
- als Herausgeber mit Michael Gerbavsits, Claudia Kreiner-Ebinger und Susanna Steiger-Moser: denk.mal. Standpunkte / Ausblicke / Visionen. edition lex liszt 12, Oberwart 2011, ISBN 978-3-9901602-0-6.
- mit Ronald Köller und Engelbert Rauchbauer: Ritt um den Ararat. Mit dem Motorrad durch Kurdistan und Iran, Armenien, Georgien und Anatolien. edition lex liszt 12, Oberwart 2011, ISBN 978-3-99016-019-0.
- als Herausgeber mit Ronald Reiter: Wir sind sicher – sicher? Bedrohungen und Antworten für das Burgenland. Bohmann, Wien 2011, ISBN 978-3-99015-013-9.
- mit Evelyn Fertl: Fred Sinowatz. Lebensbilder. Ein Fotobuch. Leykam, Graz 2013, ISBN 978-3-7011-7850-6.
- als Herausgeber mit Michael Gerbavsits und Beate Pauer-Zinggl: Helfen. Fördern. Danken. Die Burgenlandstiftung – Theodor Kery. Geschichte(n) einer Erfolgsgeschichte. edition lex liszt 12, Oberwart 2016, ISBN 978-3-990161111.